# Fagrifoss
Fagrifoss (i.e. 'Cascada hermosa') es una cascada situada al sureste de Islandia, en la localidad de Lakagígar en la región de Suðurland.

## Características
Se encuentra en el cauce del río Geirlandsá, a unos 24 kilómetros de Kirkjubæjarklaustur y a 40 de Laki. Se encuentra en una zona relativamente alejada de las Tierras Altas, y para poder acceder a ella se necesita un vehículo todoterreno.